# Toni Velamazán
Antonio 'Toni' Velamazán Tejedor (Barcelona, 22 de janeiro de 1977) é um ex-futebolista profissional espanhol que atuava como meia-atacante, medalhista olímpico.

## Carreira
Toni Velamazán representou a Seleção Espanhola de Futebol, nas Olimpíadas de 2000, medalha de prata.